# Вальдаора
Оланг (нім. Olang), Вальдаора (італ. Valdaora) — муніципалітет в Італії, у регіоні Трентіно-Альто-Адідже, провінція Больцано.
Оланг розташований на відстані близько 550 км на північ від Рима, 105 км на північний схід від Тренто, 60 км на північний схід від Больцано.
Населення — 3116 осіб (2014)

## Демографія
Населення за роками:

Станом на 1 січня 2023 року в муніципалітеті офіційно проживали 244 іноземці з 28 країн, серед них 77 громадян країн Євросоюзу та 3 громадяни України.

## Сусідні муніципалітети
- Браєс
- Бруніко
- Мареббе
- Монгуельфо-Тезідо
- Разун-Антерсельва